# Quintigny
Quintigny település Franciaországban, Jura megyében. Lakosainak száma 297 fő (2022. január 1.). Quintigny L’Étoile, Ruffey-sur-Seille és Arlay községekkel határos.

## Népesség
A település népességének változása:
| Lakosok száma | 136  | 168  | 180  | 220  | 217  | 233  | 248  | 253  | 268  | 297  |
|               | 1968 | 1982 | 1990 | 2006 | 2013 | 2015 | 2017 | 2019 | 2020 | 2022 |